# Ненасыщенные жиры
Ненасы́щенные жиры́ — триглицериды жирных кислот, в молекулы которых входят остатки ненасыщенных жирных кислот — кислот, в молекулах которых имеется по меньшей мере одна двойная ковалентная связь между атомами углерода. В этом их отличие от насыщенных жирных кислот, в молекулах которых все ковалентные связи между атомами углерода одинарные. Число двойных связей в жирных кислотах отличается у разных жиров. Если в молекуле есть только одна двойная связь, то такую жирную кислоту называют мононенасыщенной. Если она содержит более одной двойной связи — полиненасыщенной.
Ненасыщенные жиры имеют более низкие температуры плавления, чем насыщенные, поэтому при обычных условиях, как правило, представляют собой жидкие масла, а не твёрдые вещества.
Природные растительные жиры и масла состоят в основном из ненасыщенных жиров, тогда как жиры животного происхождения составляют в основном насыщенные жиры. Примерами масел, состоящих в основном из ненасыщенных жиров, могут служить оливковое масло, подсолнечное масло, льняное масло и многие другие растительные масла.

## Химическое строение ненасыщенных жиров

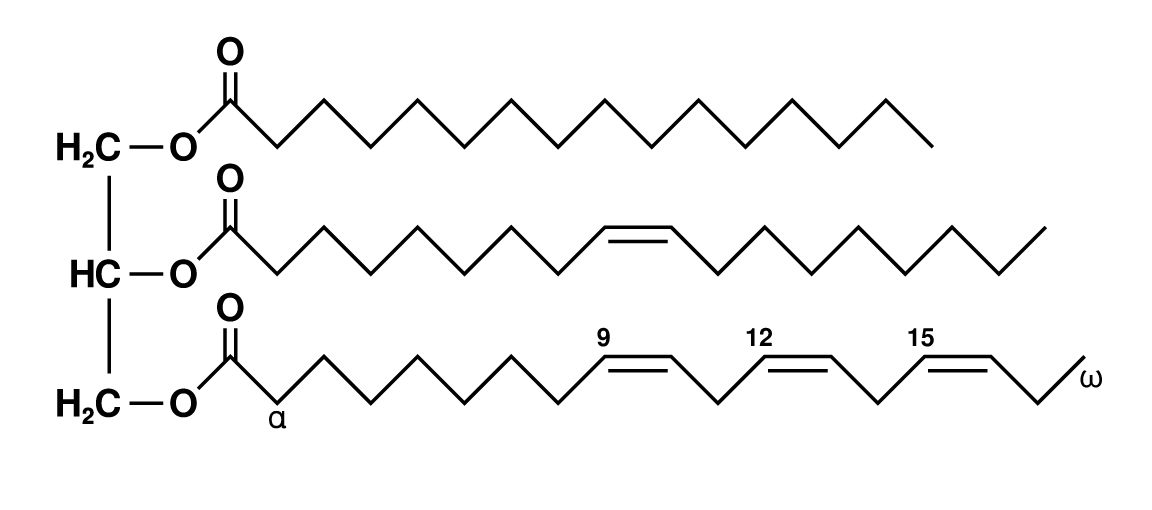
Пример молекулы ненасыщенного триглицерида (C_{55}H_{98}O_{6}).
Слева — остаток молекулы глицерина; справа сверху вниз — остатки молекул пальмитиновой кислоты, олеиновой кислоты, и альфа-линоленовой кислоты.

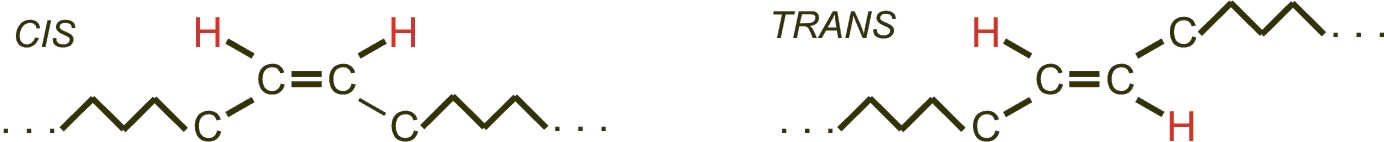
Двойная связь атомов углерода ограничивает вращение соседних атомов углерода вокруг них

Ненасыщенные жиры являются триглицеридами жирных кислот. Так как в молекуле триглицерида содержится три кислотных остатка, эти остатки могут быть как одинаковыми, так и разными.
Двойная связь между атомами углерода не допускает вращения вокруг неё, поэтому при наличии двойной связи в молекуле возможны пространственные изомеры — цис- и транс-конфигурации. В транс-конфигурации атомы водорода при атомах углерода двойной связи расположены по разные стороны от двойной связи. Примерами транс- и цис-изомера являются элаидиновая кислота (ненасыщенная жирная кислота, транс-изомер олеиновой кислоты, которая имеет цис-конфигурацию). Транс-изомеры имеют более жёсткую пространственную структуру, поэтому температуры плавления таких жиров более высокие, так как в стереохимии двойной связи углеродные цепи принимают линейное строение, строение же цис-связи вызывает изгиб молекулы, тем самым исключая жёсткую пространственную структуру.
| Олеиновая кислота, цис-изомер | Элаидиновая кислота, транс-изомер |
| ----------------------------- | --------------------------------- |
|                               |                                   |
|                               |                                   |

Большинство природных ненасыщенных жиров находятся в цис-конфигурации, например, олеиновая кислота. Малая вязкость ненасыщенных жиров, входящих в виде фосфолипидов в липидную клеточную мембрану, придаёт ей эластичность.
Положение двойной связи в остатке жирной кислоты, входящем в молекулу ненасыщенного жира, иногда обозначается греческой буквой {\displaystyle \omega } или словом «омега» c числом, указывающим на позицию первого атома углерода с двойной связью, считая от углеводородного хвоста молекулы (омега — последняя буква в греческом алфавите). Например, омега-6, омега-3,6,9, так, олеиновая кислота — это омега-9 мононенасыщенная кислота.
Наличие двойной связи в молекуле вещества придаёт ей повышенную химическую активность — присоединение химических радикалов по двойной связи и полимеризации с раскрытием двойной связи. Причём, чем больше удельная доля двойных связей в жирах, тем более они склонны к окислению. Этим, в частности, объясняется окисление ненасыщенных жиров кислородом, что вызывает «прогоркание» со временем пищевого масла и «высыхание» масляных красок — образование прочной плёнки в результате окислительной полимеризации растительного масла, например, льняного масла. Для ускорения «высыхания» в масло, применяемое для масляных красок добавляют ускорители окисления — сиккативы. Для сохранения от прогоркания в пищевые масла некоторые производители добавляют антиоксиданты — пищевые добавки Е300—Е399. Главным образом в качестве антиоксиданта в пищевых маслах используются производные токоферолов — витамины группы Е.
Количество двойных связей в молекуле триглицерида аналитически определяют с помощью галогенирования — присоединения атомов галогена по двойной связи. Обычно применяют йодирование и степень ненасыщенности масла характеризуют иодным числом.
Химический анализ по составу жирных кислот жиров производят методами газовой хроматографии после гидролиза триглицеридов (расщепления молекул жиров на глицерин и жирные кислоты) и преобразования жирных кислот в сложные метиловые летучие или низкокипящие эфиры или методами тонкослойной хроматографии.

## Нахождение в природе

Состав некоторых масел и жиров по насыщенным и ненасыщенным типам жиров

Практически во всех маслах растительного происхождения преобладают ненасыщенные жиры. Некоторые сельскохозяйственные культуры, называемые масличными культурами, специально выращиваются в промышленных масштабах для получения растительного масла. К таким культурам в первую очередь относятся подсолнечник, рапс, оливковое дерево, авокадо, орехи и другие культуры. При использовании и переработке некоторых технических культур растительное масло является побочным продуктом, например масло из семян хлопчатника — хлопковое масло и масло из семян льна — льняное масло.
Несмотря на преобладание мононенасыщенных и полиненасыщенных жиров в растительных маслах, они также всегда содержат некоторую долю насыщенных жиров, например в подсолнечном масле доля насыщенных жиров составляет 10—12 %.
В таких продуктах животного происхождения как шпик, мясо и в других продуктах из поверхностных тканей также преобладают ненасыщенные жиры. При этом топлёный говяжий жир, бараний жир и подобные, имеют высокое содержание насыщенных жиров, что также уменьшает их пищевую ценность.

## Роль ненасыщенных жиров в питании и влияние на здоровье

### Общие сведения
Наличие двойной связи незначительно уменьшает калорийность жиров. Но благодаря склонности к окислению ненасыщенные жиры при метаболизме в организме взаимодействуют с химически активными радикалами и перекисными соединениями, которые, по мнению многих[каких?] медиков, могут провоцировать заболевания раком.
Насыщенные жиры менее подвержены окислению, поэтому в продовольственных продуктах длительного хранения при комнатной температуре в негерметизированной упаковке они предпочтительнее.

### Роль полиненасыщенных жиров
Замена насыщенных жиров ненасыщенными помогает снизить уровень общего холестерина и холестерина в липопротеинах низкой плотности в крови. Но, хотя мононенасыщенные и полиненасыщенные жиры могут заменить насыщенные жиры в пище, трансненасыщенных жиров в рационе не должно быть много.
Также отмечается, что полиненасыщенные жиры защищают от аритмии. Хотя исследование женщин, находящихся в менопаузе с относительно низким потреблением жиров с пищей, показало, что полиненасыщенные жиры положительно связаны с прогрессированием атеросклероза, тогда как мононенасыщенные жиры такого действия не вызывают. Это, вероятно, связано с большей склонностью полиненасыщенных жиров к перекисному окислению липидов, которое блокирует витамины группы Е.

### Роль ненасыщенных пищевых жиров в резистентности к инсулину
Заболеваемость инсулинорезистентностью снижается при использовании диет с высоким содержанием мононенасыщенных жиров (особенно жиров с высоким содержанием олеиновой кислоты). В то же время диеты с высоким содержанием полиненасыщенных жиров (особенно больших количеств арахидоновой кислоты), а также насыщенных жиров (таких как арахидиновая кислота) увеличивает этот риск.
Эти соотношения могут быть проиндексированы в фосфолипидах скелетных мышц человека, а также в других тканях. Предполагается, что эта связь между диетическими жирами и резистентностью к инсулину является вторичной по отношению к взаимосвязи между резистентностью к инсулину и воспалительными процессами, которая частично управляется диетическими соотношениями жиров омега-3, омега-6, омега-9, причём омега-3 и омега-9 считаются противовоспалительными веществами, а жиры омега-6 обладают противовоспалительными свойствами, как и многочисленные другие вещества, в то время как полифенолы и их производные обладают противовоспалительными свойствами. И хотя жирам присущи как воспалительные, так и противовоспалительные свойства, оба типа жиров являются биологически необходимыми. В США в большинстве рационов диетического питания предпочтение отдаётся жирам типов омега-6, что подтверждается снижением воспалительных процессов и увеличением резистентности к инсулину. Но эти выводы противоречат более поздним исследованиям, в которых выявлено, что полиненасыщенные жиры защищают от инсулинорезистентности.

### Влияние трансжиров на здоровье
Жиры, содержащие в большом количестве трансненасыщенные жирные кислоты, называют трансжирами.
Европейское агентство по безопасности продуктов питания (EFSA) в своём извещении утверждает, что излишнее потребление ненасыщенных жирных транскислот увеличивает риск сердечно-сосудистых заболеваний и подчёркивает необходимость потреблять в пищу только небольшое их количество. Производителям следует уменьшать количество трансненасыщенных жирных кислот при производстве пищевых продуктов. Когда это возможно, их предпочтительно заменять ненасыщенными цис-жирными кислотами, а не насыщенными жирными кислотами.
Проведённые исследования показывают, что даже очень низкие дозы трансненасыщенных жирных кислот значительно увеличивают риск сердечно-сосудистых заболеваний и заболеваний атеросклерозом. Причина этого до конца пока не ясна. Однако известно, что трансжиры блокируют работу фермента Δ6-десатуразы, который участвует в синтезе противовоспалительных соединений, таких как эйкозапентаеновая и арахидоновая кислоты, что приводит к нарушению метаболизма жирных кислот и накоплению провоспалительных продуктов . Эти вещества вызывают эндотелиальную дисфункцию сосудов, стимулируют системное воспаление и нарушают работу иммунной системы. Даже при потреблении 0,5–2% от суточной калорийности трансжиры демонстрируют статистически значимый рост сердечно-сосудистой смертности, что связано с их кумулятивным эффектом: нарушение липидного транспорта, окислительный стресс и активация провоспалительных цитокинов. Исследования показывают, что увеличение их доли в рационе на 5% повышает риск ишемической болезни на 93%, а полное исключение снижает риск сердечно-сосудистых катастроф на 28%. Именно поэтому международные организации рекомендуют максимально ограничить их потребление, а не просто соблюдать "безопасные дозы". 
В частности, в исследовании, проведённом в 1997 году, указывается, что при равном потреблении углеводов увеличение потребления насыщенных жиров на 5 % увеличивает риск заболевания коронарной болезнью сердца на 17 %, а увеличение на 5 % потребления трансненасыщенных жиров увеличивает риск заболевания на 93 %.
В исследовании Дариуша Мозаффаряна, профессора Гарвардской медицинской школы, есть сведения о том ,что:
Примерно 30 % натуральных жиров превращаются в трансненасыщенные жиры. В Соединённых Штатах потребление трансненасыщенных жиров составляет от 2 до 4 % калорийности рациона. Чтобы снизить риск для здоровья, трансненасыщенные жиры (почти 0,5 % от общего потребления калорий) должны быть почти полностью исключены из рациона, необходимо принять законодательные меры по сокращению их потребления по следующим 4 основным причинам:
1. Вредное воздействие трансненасыщенных жиров изучено лучше, чем почти для всех других пищевых веществ.
2. Очень низкие дозы трансненасыщенных жиров значительно увеличивают риск сердечно-сосудистых заболеваний.
3. Потребители не могут оценить количество трансненасыщенных жиров, подаваемых им в ресторанах.
4. Трансненасыщенные жиры могут быть легко заменены в рационе. Ограничение их использования в пищевой промышленности и ресторанах не будет дорогим и не окажет существенного влияния на вкус пищи. Это было продемонстрировано как в Дании, так и в Нидерландах.

Французское агентство по безопасности пищевых продуктов (AFSSA) рекомендует сократить долю трансжиров кислот до одного грамма на сто граммов проданного продукта и рекомендует их систематическую маркировку.
Природный источник трансжиров — молочные продукты (от 2,5 до 6,4 % от общего содержания молочного жира), жир и мясо жвачных животных (говядина - примерно 4,5 %, баранина - около 2 %).
Однако наибольшее количество трансжиров содержится в промышленных пищевых продуктах: в хлебе (от 4 до 21 г трансжирных кислот на 100 г жира), кулинарной выпечке (от 24 % до 35 %), в крекерах (от 0,1 % до 17 %), слоёном тесте (от 16 % до 61 %), сдобном тесте (от 12 % до 36 %).